# عبد الوهاب الشيخ خليل
عبد الوهاب بن محمد-خير الشيخ خليل الشعراني (1926 - 2 يوليو 2018)، شاعر سوري.
ولد في حماة ونشأ بها. تعلم القرآن ومبادئ العربية في الكتاب، تركه وبدأ ينظم الشعر وهو في سن العاشرة وساعد والده في مهنة الحذاء، وبدأ ميله للأدب. هاجر إلى فلسطين قبيل النكبة لقصد العمل. ثم عاد إلى بلده فأصبح شرطياً فجابياً فجمركياً. نال الإجازة في الحقوق عام 1968 من جامعة دمشق. لكنه لم يعمل في المحاماة أو القضاء، فعمل معلمًا من 1968 حتى تقاعده في 1993. كان عضوًا في اتحاد الكتاب العرب بجمعية الشعر من 1978 وكان من تلاميذ بدر الدين الحامد الذي كان يشجعه ويستمع إلى أشعاره. له دواوين شعرية مطبوعة.

## سيرته
ولد عبد الوهاب بن محمد خير الشيخ خليل الشعراني في مدينة حماة عام 1926م/ 1344 هـ ونشأ بها. اكتفى والده بتعليمه في الكتّاب القرآن ومبادئ العربية والحساب وبدأ ميله للأدب وهو في مقتبل العمر حيث شجعه والده على حفظ الشعر والقصائد وحضور مجالس الحكواتي وخيال الظل التي كانت تعرض في المقاهي.

عمل في شبابه بأعمال مؤقتة وشاقة وسافر إلى فلسطين قبيل النكبة للعمل ثم عاد إلى وطنه وعمل شرطياً فجابياً فجمركياً وملأ فراغه بقراءة بعض الكتب الأدبية والمجلات الجديدة والدراسة لينال الشهادات الابتدائية الإعدادية في 1949 والثانوية 1960 ثم درس في كلية الحقوق بجامعة دمشق وحصل على الإجازة الجامعية سنة 1968. إلا أنه لم يمارس المحاماة أو أي عمل يتناسب مع شهادته فعمل مدرسًا حتى تقاعده. كان من ضمن البعثة السورية التعليمية التي جرى إعارتها إلى المملكة العربية السعودية حيث عمل هناك بالتدريس مدة سبع سنوات .

انتسب إلى اتحاد الكتاب العرب بجمعية الشعر في 1978.

كرمه الاتحاد الكتاب العرب في عام 2008 ومديرية الثقافة في حماة خلال أسبوع لقاء الاثنين الثقافي في 8 سبتمبر 2008.

توفي عبد الوهاب خليل في 2 يوليو 2018 / 19 شوال 1439 هـ عن عمر يناهز 92 عاماً بعد صراع مع المرض.

## حياته الشخصية
تزوج في المرة الأولى قريبة بعد أن خطبتها له. بعد عامين تعرف على زوجته الثانية «أم طلال» وهي كانت طالبة في الإعدادي وأنجبت منها ابنته نجوى وطلال ونضال ومعتز وعبد القادر ونوال وعاصم وأصغرهم عاصم، أما من زوجته الأولى فقد أنجب منها محمد-خير ودلال وهيام وعلاء الدين.

## مؤلفاته
من دواوينه الشعرية:
- مناجاة الشموع، 1978
- سماط الروح، 2003
- من القلب